# اركاب اعمونوت (مرباط)
اركاب اعمونوت منطقة سكنية تقع في ولاية مرباط، التابعة لمحافظة ظفار في سلطنة عمان. يقدر عدد سكانها بـ 7 نسمة حسب إحصاء عام 2010 التابع للمركز الوطني للإحصاء والمعلومات الحكومي. رمز المنطقة هو 20340155.

## الوصلات الخارجية
- المركز الوطني للإحصاء والمعلومات، سلطنة عمان